# شون كونورز
شون كونورز هو سياسي أمريكي، ولد في 5 فبراير 1969. نشط حزبياً في الحزب الديمقراطي. وقد انتخب عضو جمعية نيوجيرسي العامة ‏.